# Südbrookmerland
Südbrookmerland is een gemeente in de Duitse deelstaat Nedersaksen. De gemeente ligt in de regio Oost-Friesland en behoort bestuurlijk tot de Landkreis Aurich. Omliggende plaatsen zijn Emden, Aurich en Norden. Südbrookmerland telt 18.302 inwoners.

## Bestuurlijke indeling

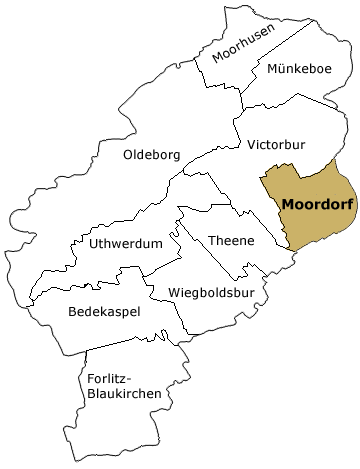
Kaart Südbrookmerland. Moordorf is gekleurd ingetekend.

De gemeente bestaat uit 10, min of meer ongemerkt in elkaar overlopende, kernen (Ortsteile), die op de plaatsnaamborden staan vermeld.
- Bedekaspel, bestaande uit Bedekaspel-Dorf, Bedekaspeler Marsch en  het grote vakantiedorp Wochenendsiedlung.
- Forlitz-Blaukirchen, bestaande uit Blaukirchen en Forlitz.
- Moordorf
- Moorhusen
- Münkeboe
- Oldeborg, bestaande uit Engerhafe, Fehnhusen, Oldeborg, Upende en Upende-Victorbur (gedeeltelijk).
- Theene, bestaande uit Hinter-Theene, Theene-Dorf en Ekels (dat weer bestaat uit Alt-Ekels en Neu-Ekels).
- Uthwerdum, bestaande uit Abelitz, Georgsheil (ten oosten van een groot industrieterrein), Uthwerdum en Victorburer Marsch.
- Victorbur, bestaande uit Ost-Victorbur, Süd-Victorbur, West-Victorbur ( waar het gemeentehuis staat) en Upende-Victorbur (gedeeltelijk).
- Wiegboldsbur, bestaande uit Neu-Wiegboldsbur en Wiegboldsbur-Dorf.

## Buurgemeentes
- In het zuidwesten: Hinte
- In het westen en noordwesten: Wirdum, Upgant-Schott en Rechtsupweg (Samtgemeinde Brookmerland)
- In het noorden: Großheide
- In het oosten: Aurich
- In het zuiden en zuidoosten: Ihlow (Nedersaksen)
- In het zuid-zuidwesten: Emden.

## Infrastructuur

### Wegverkeer
Door de gemeente lopen drie hoofdroutes, die te Georgsheil bijeen komen:
- de Bundesstraße 72 11 km oostwaarts, door o.a. Victorbur en Moordorf heen,  naar Aurich
- de Bundesstraße 70 ruim 12 km zuidweststwaarts naar afrit 3 van de Autobahn A31, welke aan de noordrand van Emden ligt; rechtdoor rijdend komt men in het centrum van Emden uit
- de Bundesstraße 70 noord-noordwestwaarts langs Oldeborg naar Norden en Norddeich (20 km), vanwaar men per veerboot de Waddeneilanden Juist en Norderney kan bereiken.

### Openbaar vervoer
Parallel aan de B 72 loopt de na sluiting in 1967 in 2008 heropende goederenspoorlijn Abelitz - Aurich. Aan deze lijn ligt te Abelitz een goederenstation, dat ook aan de spoorlijn Emden - Jever ligt. Acht km ten noordwesten van Georgsheil ligt aan deze lijn Station Marienhafe, waar incidenteel ook intercity-treinen stoppen. Vanuit Südbrookmerland is dit station echter alleen per fiets goed bereikbaar (al naargelang het vertrekpunt 7-13 km fietsen).
De gemeente is via een, over de B 70 en B 72, 1 x per uur rijdende bus met de steden Emden  en Aurich verbonden. Daarnaast rijden er tussen de diverse dorpen in de gemeente school- en belbussen met beperkte frequentie.

### Overig
De waterwegen in de gemeente, waaronder het Eems-Jadekanaal aan de zuidwestgrens, en de talrijke veen- en poldervaarten, zijn alleen van belang voor de waterhuishouding en de pleziervaart.

## Geschiedenis
Veel dorpen in Oost-Friesland, en dus ook in deze gemeente, ontstonden al in de middeleeuwen op warften (terpen). Vaak is hier nog een oud dorpskerkje bewaard gebleven. 
Historisch vormt het Südbrookmerland in de vroege Middeleeuwen de natuurlijke grens tussen verschillende gouwen, o.a. Brookmerland, en de invloedzone van de Bisschop van Münster en het aartsbisdom Bremen. Toenemend werd het voormalige onbewoonde gebied vanaf de 18e eeuw  door zogenaamde "binnenlandse kolonisatie" (met name vervening) bewoonbaar gemaakt.

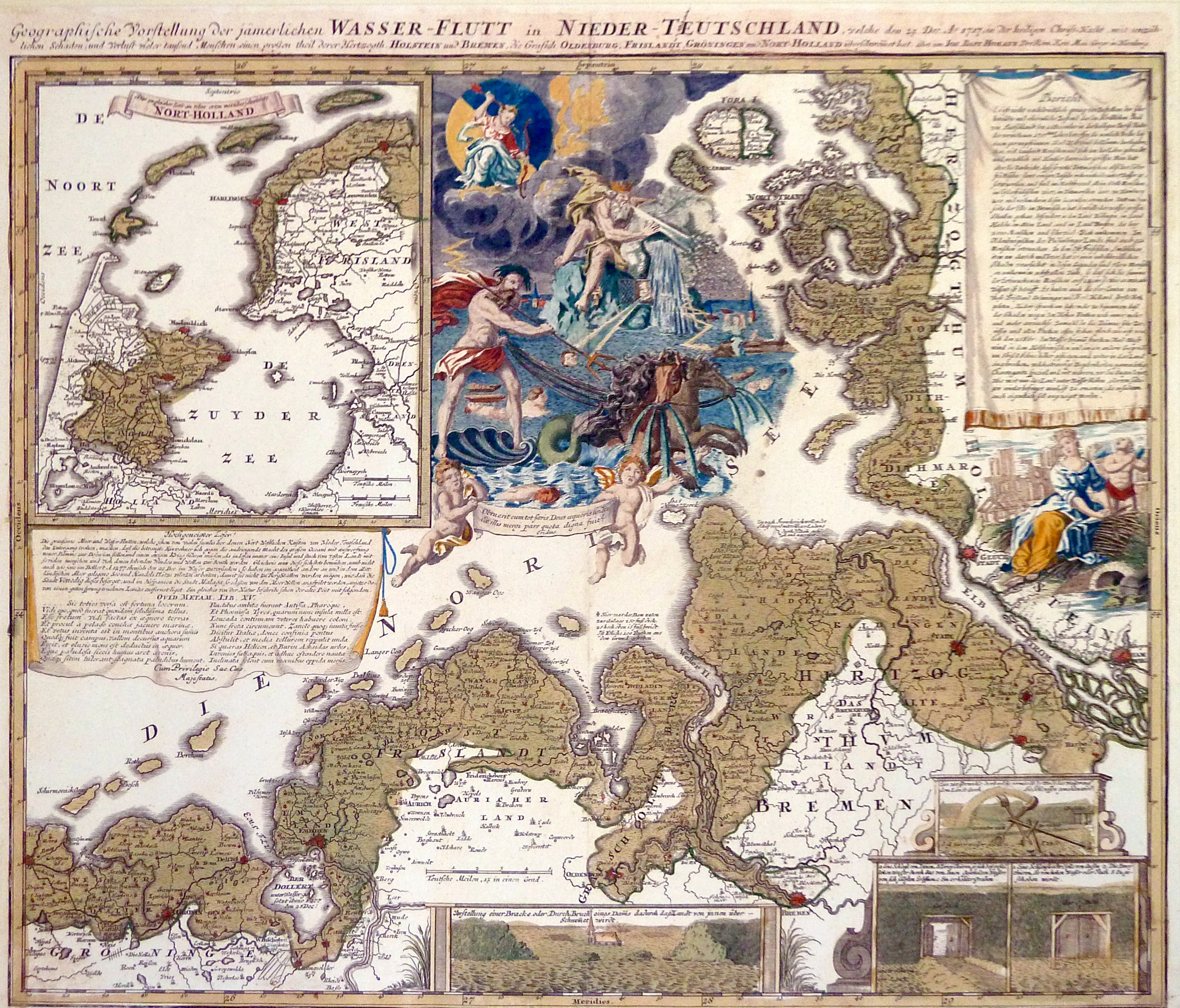
Kerstvloed 1717, overstroomd gebied

Rampzalig voor het gebied was de Kerstvloed van 1717, die veel inwoners van de huidige gemeente en hun vee het leven kostte.  De grote armoede hierna was met name in Moordorf blijvend tot circa 1964. Opvallend was de aanleiding tot de aanleg van de eerste goede straatwegen in het gebied: rond 1840 ontstond in de meer welgestelde kringen  het toerisme naar Norderney. Onder andere de huidige Bundesstraße 70 Georgsheil-Norddeich ontstond in deze tijd.
In de eindfase van de nazi-tijd (1944-1945) heeft te Oldenborg-Engerhafe een concentratiekamp bestaan.
De gemeente ontstond op 1 juli 1972 als gevolg van de gemeentelijke herindeling die rond deze tijd in Nedersaksen werd doorgevoerd. Hiertoe werden tien voorheen zelfstandige gemeenten opgeheven.
Zie ook de artikelen over de afzonderlijke dorpen.

## Economie
Belangrijke middelen van bestaan in de gemeente zijn met name de agrarische sector, met een zwaartepunt op de melkveehouderij: een belangrijk KI-station voor rundvee is gevestigd te Georgsheil, alsmede het toerisme.
Het grootste bedrijventerrein van de gemeente ligt ten westen van Georgsheil in Ortsteil Uthwerdum. Hier is de gieterij-afdeling van de grote Enercon- windturbinefabriek gevestigd (zie ook Tannenhausen, gem. Aurich).
Eind 2019 is besloten, dat de ziekenhuizen van de steden Emden en Aurich gaan fuseren. Het plan is, om in Uthwerdum een groot, nieuw ziekenhuis met 814 bedden te realiseren. De ziekenhuizen van Emden en Aurich worden dan gesloten en gesloopt. Eind 2024 was dit plan nog steeds niet verder gekomen dan de fase van ambtelijke besluitvorming.

## Bezienswaardigheden, toerisme, recreatie
- Natuurschoon, fiets- en kanotoerisme:
  - Het ten westen van Bedekaspel gelegen Große Meer, met een oppervlakte van circa 289 hectare open water (met inbegrip van de rietzones ca. 400 ha) een van de grootste meren in de wijde omtrek, is een zeer waardevol natuurgebied. In beperkte mate is watersport toegestaan (verbod voor motorboten). Samen met het kleinere Kleine Meer of Hieve, meer westelijk, en het Loppersumer Meer is dit gebied ook recreatief sterk ontwikkeld. Aan de noordzijde van het Große Meer is een zeer uitgestrekt, van o.a. een recreatiestrand voorzien, dorp (Wochenendsiedlung) gebouwd, dat geheel uit vakantiewoningen bestaat. Rondom de drie meren is een wandel- en met name fietsroute van 35 km, de 3 Meere-Weg, ontwikkeld. Zie de weblink voor een kaart hiervan. Over het nabijgelegen Marscher Tief en andere vaarten kan men kanoën en zeilen, en is varen met motorboten wel toegestaan (maximumsnelheid echter slechts 5 km/h). In de wandel- en fietsroute zijn oversteken over het water opgenomen met zgn. Pünten, vierkante, op het meenemen van fietsen berekende, vaartuigjes die men op handkracht door aan een wiel te draaien voortbeweegt.
  - Het 53 ha. grote Loppersumer Meer ligt ten westen van de noordhelft van het Große Meer en maakt deel uit van hetzelfde natuurreservaat. Het ligt direct ten oosten van Loppersum (Oost-Friesland), gem.Hinte, maar het meer zelf ligt binnen de gemeentegrenzen van Südbrookmerland. Het Loppersumer Meer is een vogelreservaat. De bovengenoemde 3 Meere-Weg loopt eromheen.
  - Mogelijkheden tot het maken van lange fietstochten: Ook elders door de gemeente lopen enkele langeafstands-fietsroutes.
- Historische, oude dorpskerken :
  - De kerk van Bedekaspel
  - De Johannes-de-Doperkerk te Engerhafe
  - Lutherse Wibaduskerk in Wiegboldsbur
  - De uit ca. 1250 daterende kerk van Victorbur met losstaande toren 19e eeuw, retabel uit 1657 en preekstoel uit 1697
  - De kerk van Forlitz-Blaukirchen (1848), in classicistische stijl gebouwd
- Musea e.d.:
  - Openluchtmuseum rondom de molen van Münkeboe (Dörpmuseum)
  - Te Moordorf bestaat sedert 1978 een  3,2 hectare groot Moormuseum (Veenmuseum). In dit openluchtmuseum zijn een aantal armelijke behuizingen van vroegere bewoners nagebouwd. De nadruk ligt sterk op de moeilijke levensomstandigheden, die de mensen hier tussen circa 1760 en 1960 moesten trotseren.
  - Het molenmuseum van Wiegboldsbur in en naast de uit 1812 daterende windmolen van dit dorp

## Afbeeldingen

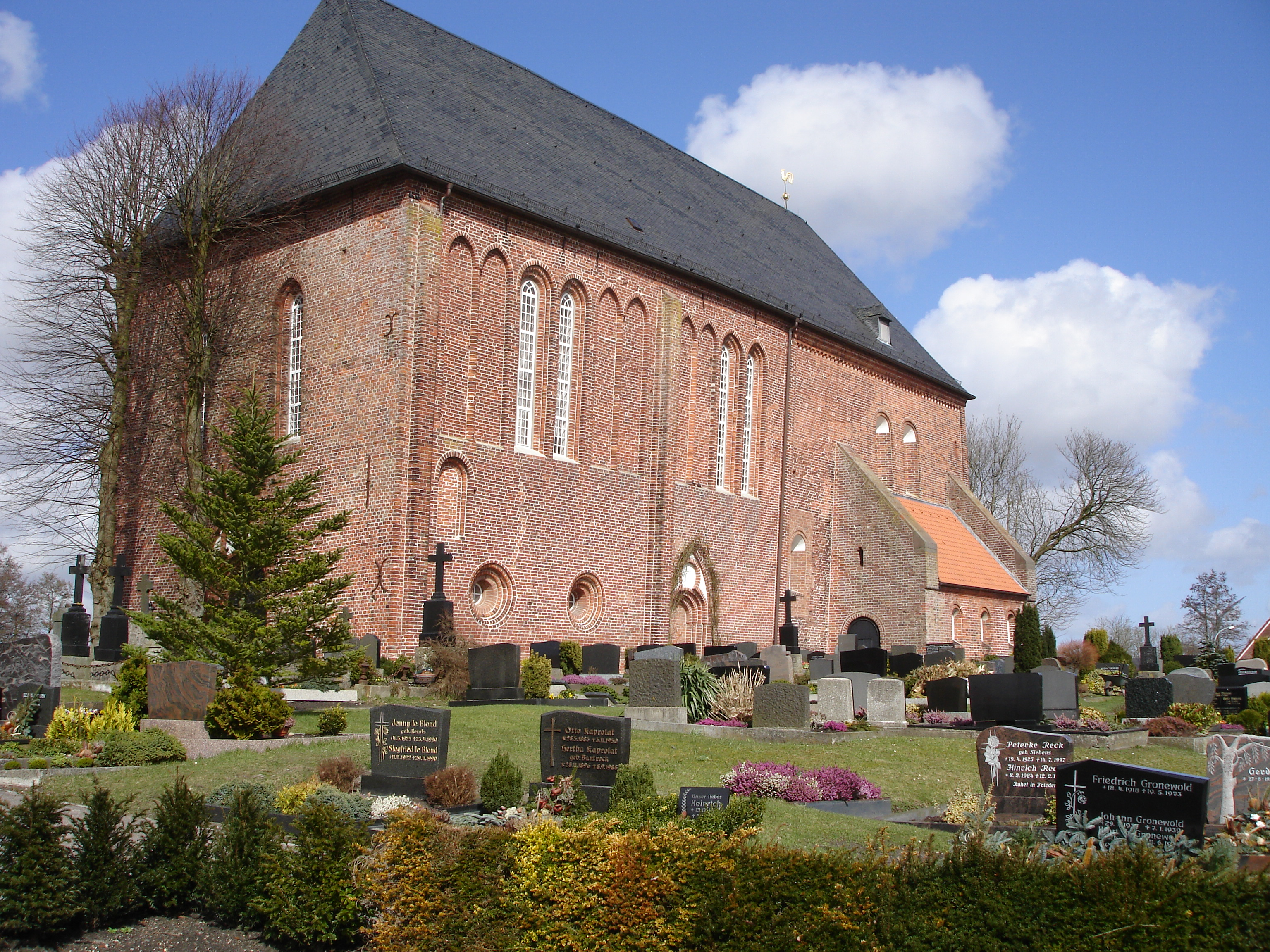
Kerk te Engerhafe
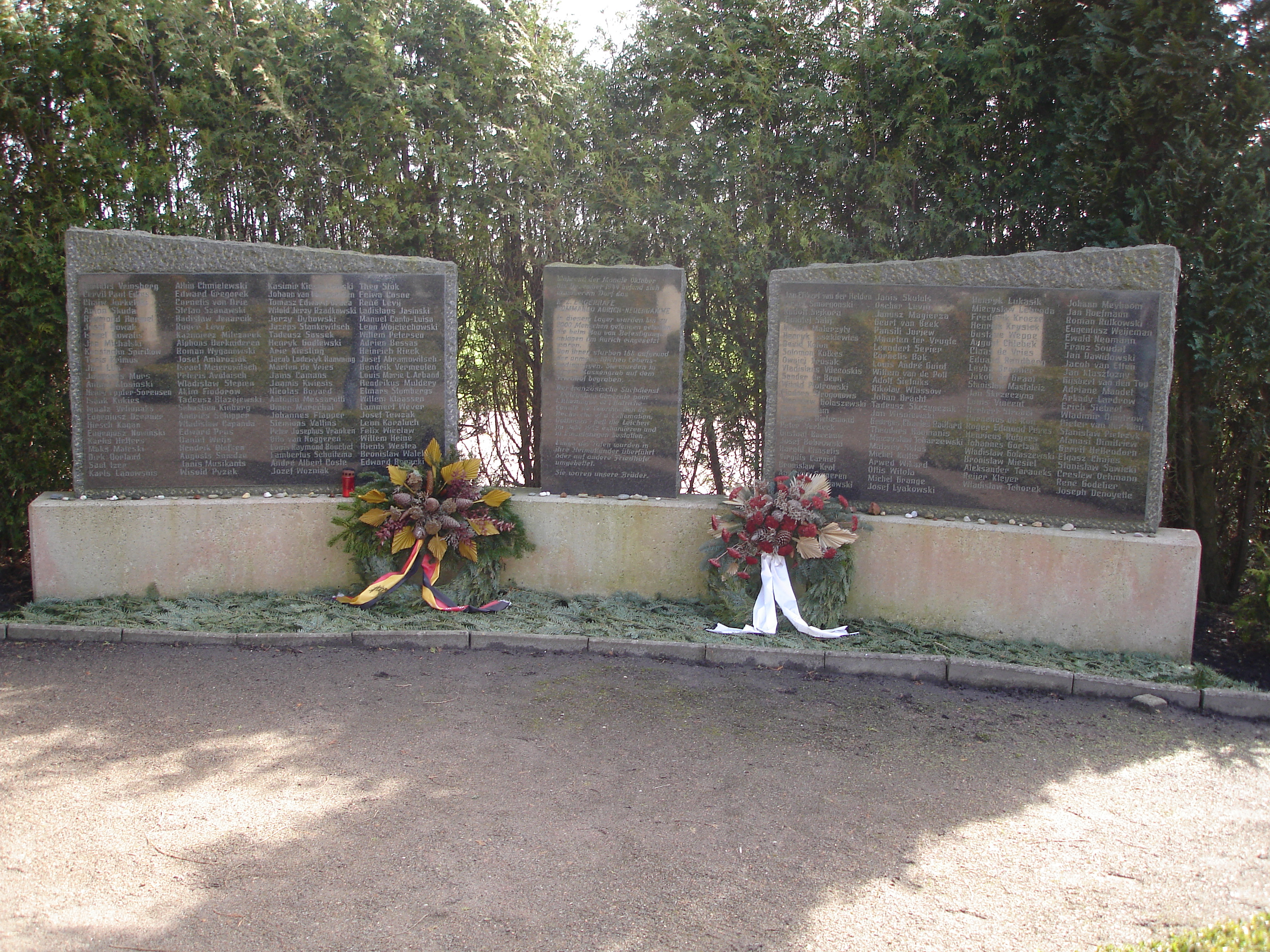
Monument slachtoffers concentratiekamp Engerhafe
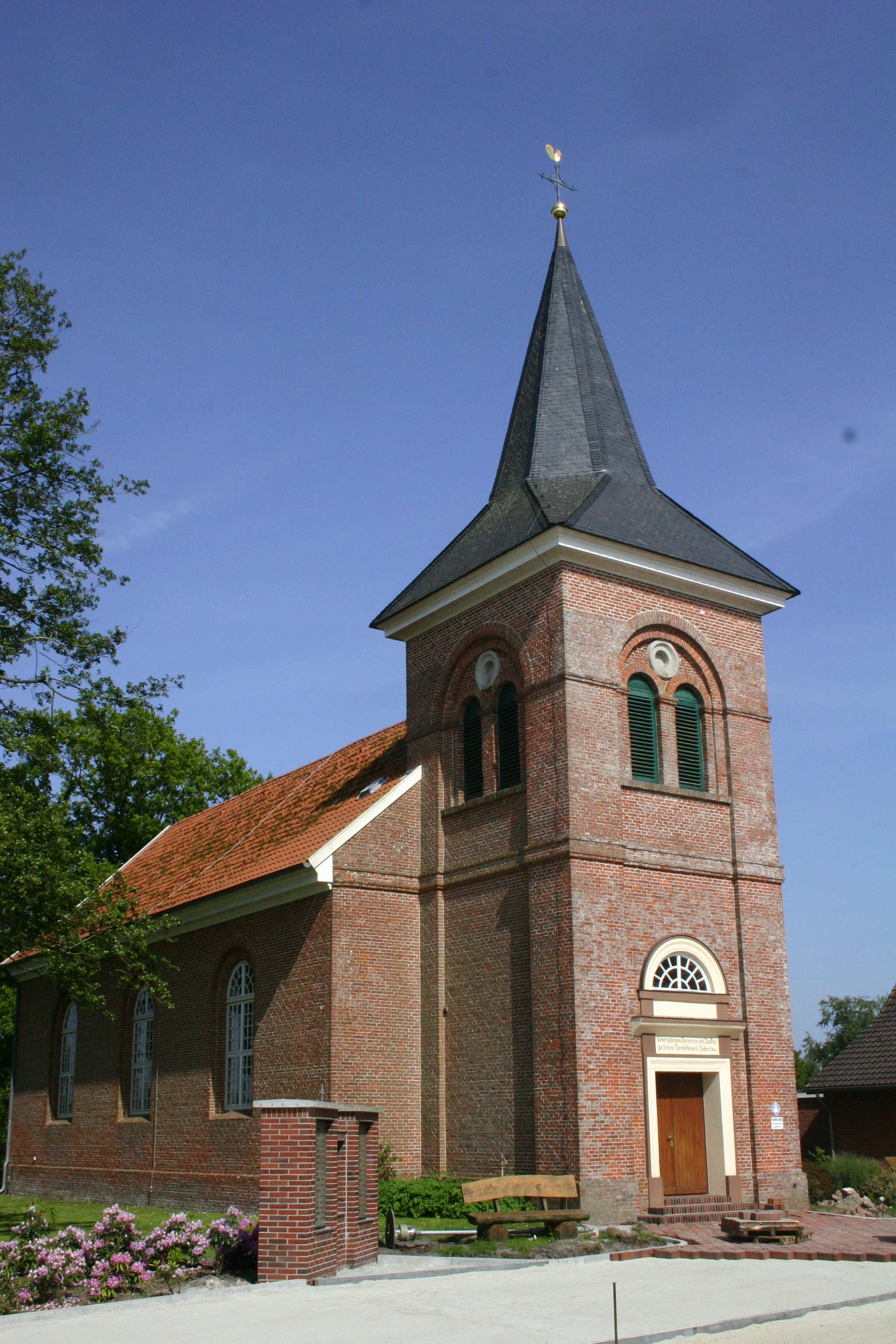
Kerk van Forlitz-Blaukirchen
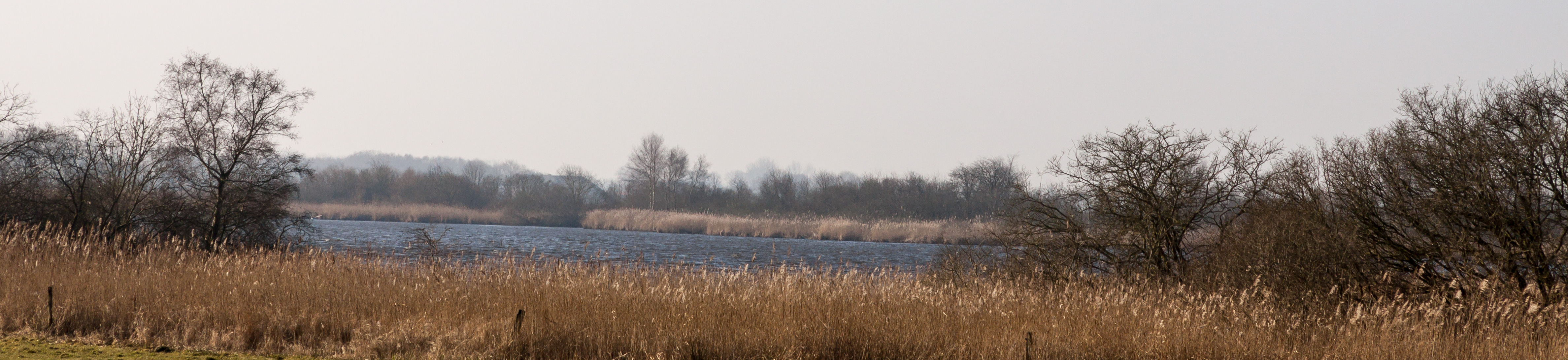
Loppersumer Meer
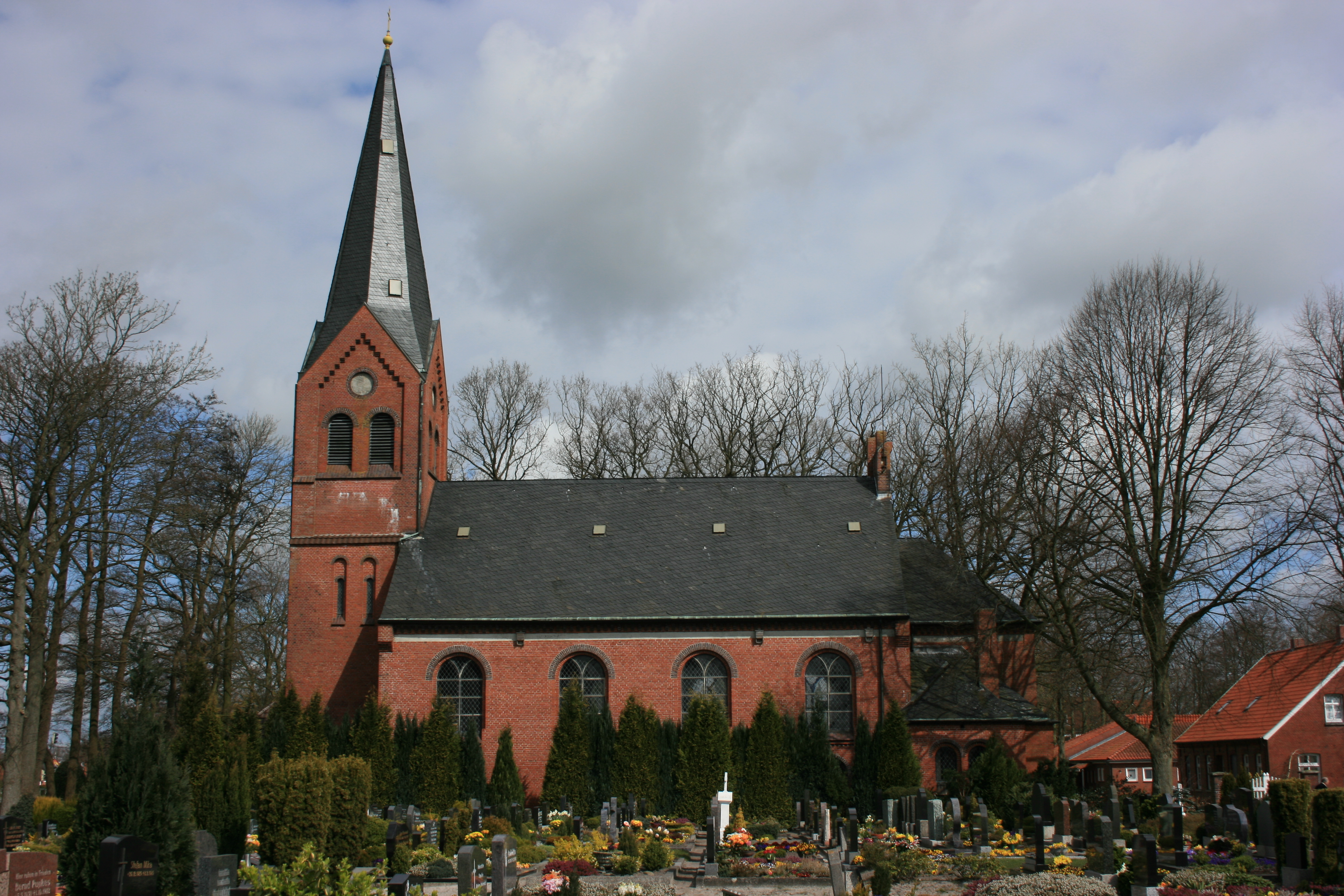
De Martin Luther Kerk in Moordorf
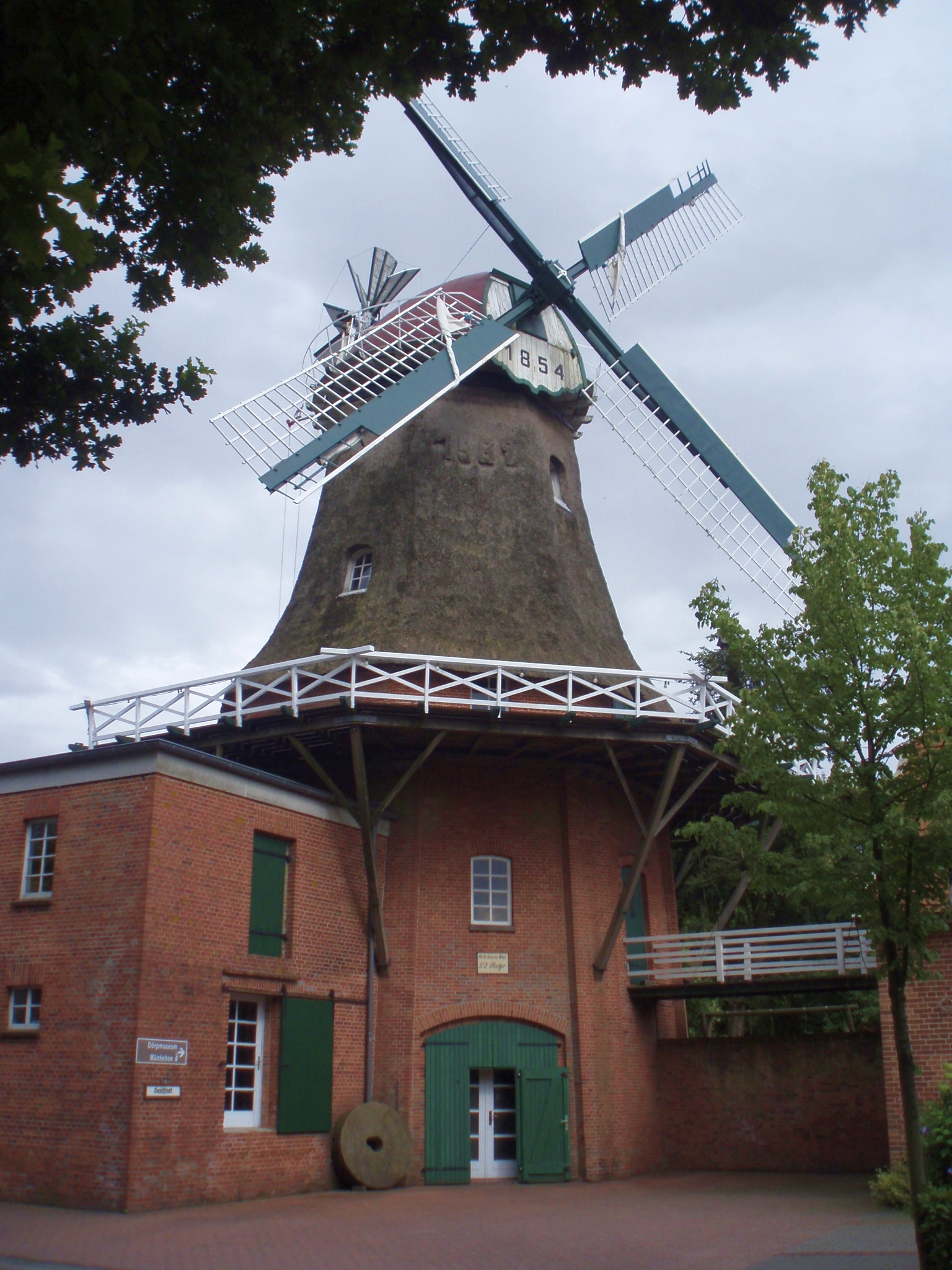
Het dorpsmuseum in Münkeboe
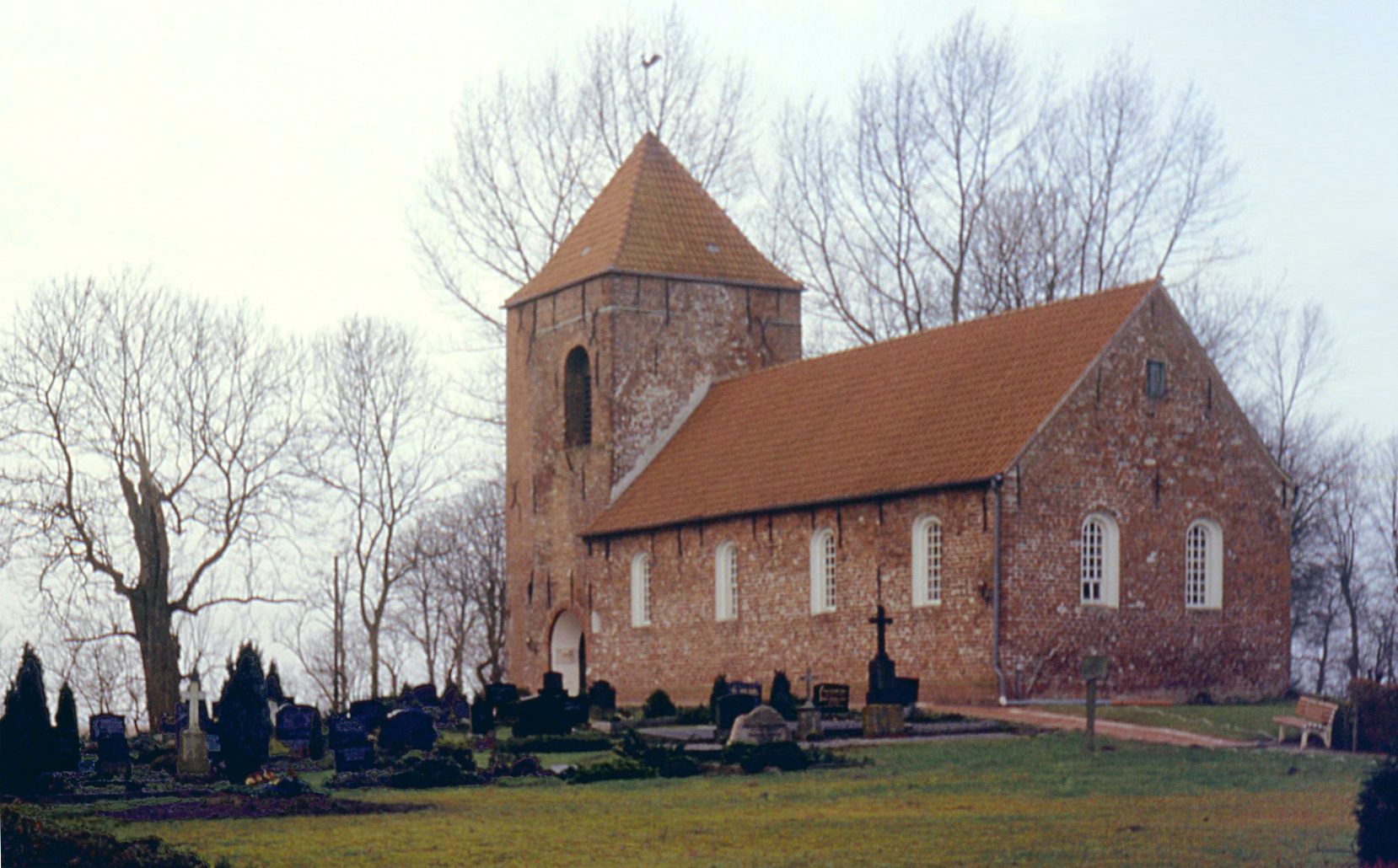
De kerk van Bedekaspel
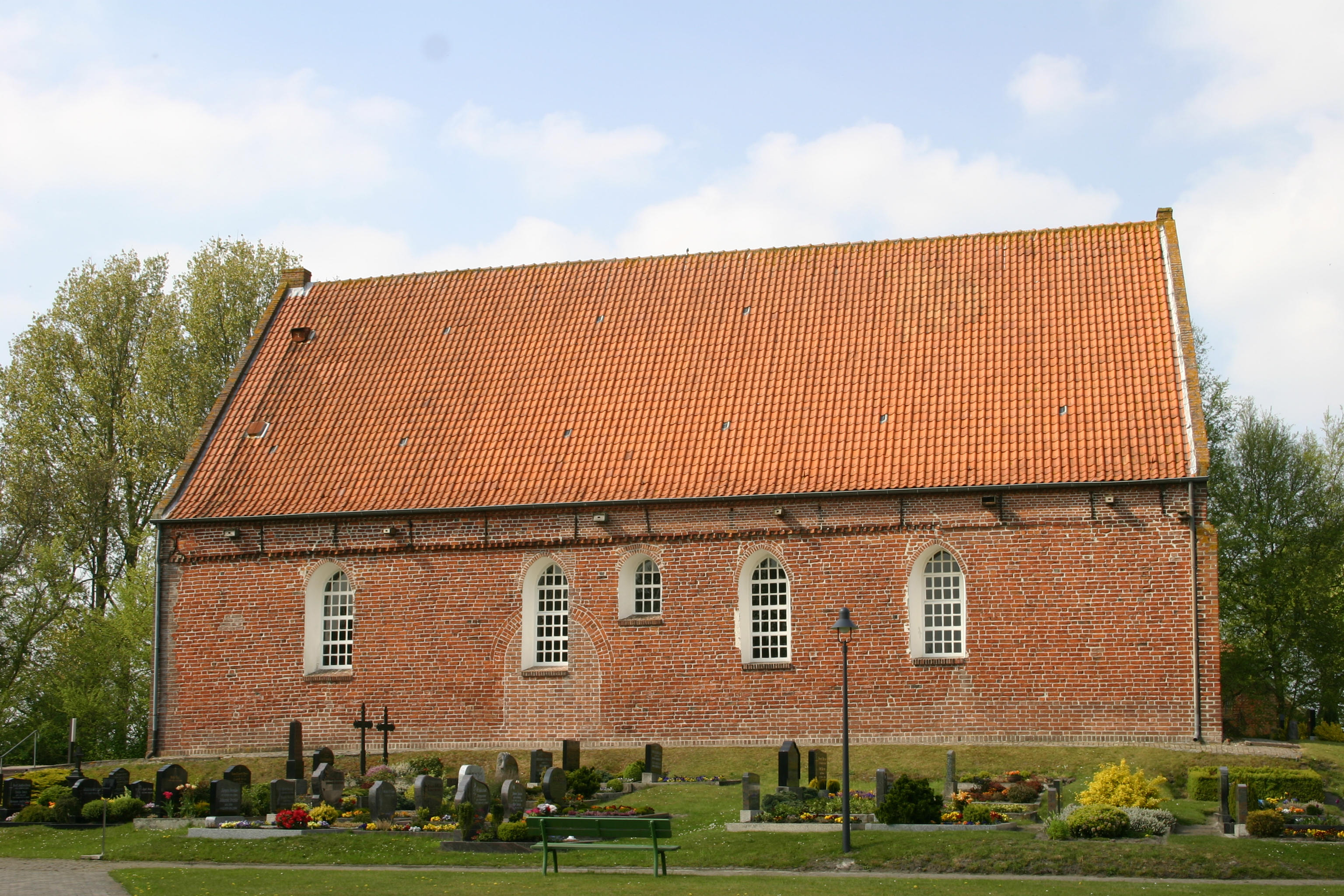
Lutherse Wibaduskerk in Wiegboldsbur
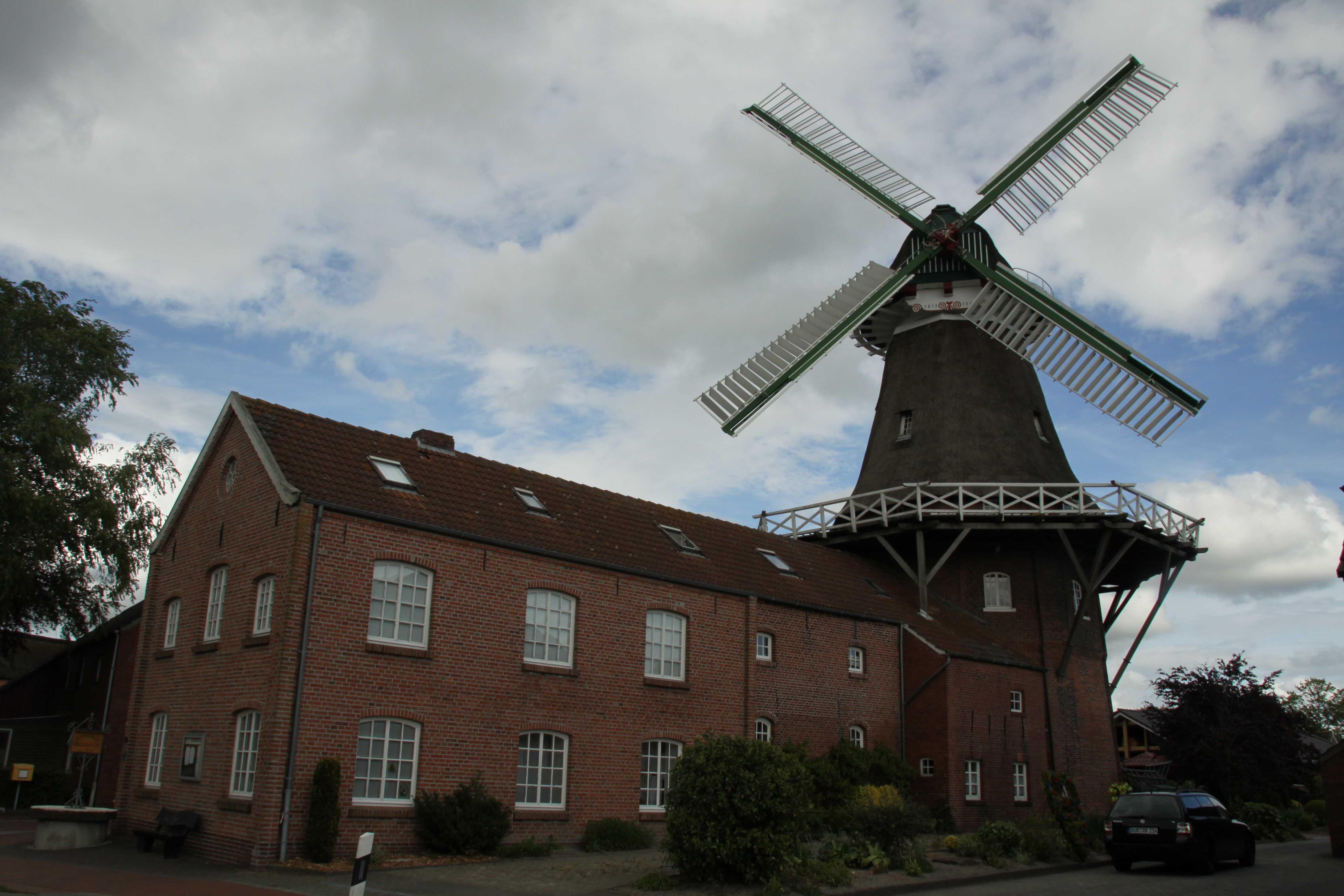
Molen Wiegboldsbur
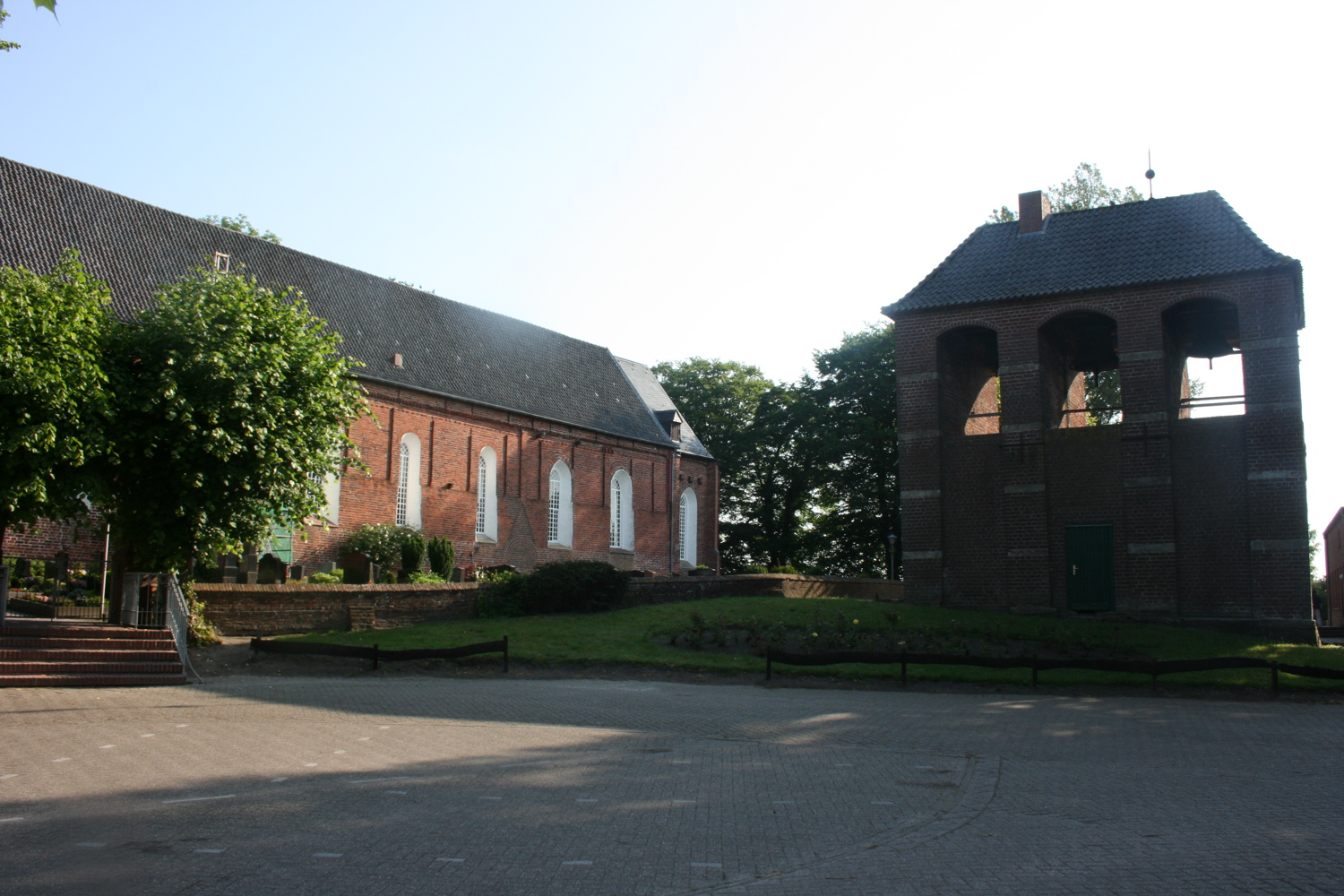
Kerk en toren te Victorbur

## Politiek

### Zetelverdeling gemeenteraad
De gemeenteraad van Südbrookmerland telt 33 leden, 32 leden vertegenwoordigen de diverse partijen en één zetel is van ambtswege toebedeeld aan de gekozen burgemeester.
| partij                   | 2006 | 2011 | 2016 |
| ------------------------ | ---- | ---- | ---- |
| SPD                      | 17   | 17   | 12   |
| CDU                      | 6    | 5    | 5    |
| Freie Wählergemeinschaft | 7    | 8    | 10   |
| Die Linke                | 2    | 1    | 1    |
| Bündnis 90/Die Grünen    | -    | 1    | 1    |
| Awada                    | -    | -    | 1    |
| SBL                      | -    | -    | 2    |
| Burgemeester             | 1    | 1    | 1    |

## Geboren
- Gebke Hinrichs Tjaden (1829 – 1935), bekend als Opoe Tjadens. Drie jaar lang de oudste ingezetene van Nederland